# 特殊詞類
特殊詞類 指的是嘆詞和擬聲詞。特殊詞類與虛詞不同地方在於:虛詞不能單獨成句,但特殊詞類能單獨成句，且通常不跟句法結構中其他詞發生關係，故把嘆詞和擬聲詞歸入特殊詞類中。